# ليستا (محطة مترو أنفاق مدريد)
ليستا (بالإسبانية: Lista)‏ هي محطة مترو أنفاق في مدريد في إسبانيا، تقع على الخط رقم 4.